# カトリーヌ・ド・ブルボン (1440-1469)
カトリーヌ・ド・ブルボン（Catherine de Bourbon, 1440年 - 1469年5月21日）は、フランス王家傍系のブルボン公爵家の公女で、ゲルデルン（ヘルレ）公アドルフの妻。

## 生涯
ブルボン公シャルル1世とその妻でブルゴーニュ公ジャン1世（無畏公）の娘であるアニェスの間の四女として生まれた。1463年12月28日にブルッヘにおいて、ゲルデルン公爵家の当主アドルフと結婚した。この縁組は伯父のブルゴーニュ公フィリップ3世（善良公）がゲルデルン公領に対する影響力を強めるために、姪であり、また息子シャルル（突進公）の妻イザベルの妹にあたるカトリーヌをアドルフに嫁がせた政略結婚だった。1469年に夫に先立って死去し、没地ナイメーヘンの聖ステフェン教会に葬られた。

## 子女
夫アドルフとの間に男女の双子をもうけた。
- フィリッパ（1467年 - 1547年） - 1485年、ロレーヌ公ルネ2世と結婚
- カレル（1467年 - 1538年） - ゲルデルン公